# Komitety Niewiast
Komitety Niewiast – organizacje kobiece niosące pomoc i opiekę rannym i aresztowanym powstańcom w czasie powstania styczniowego. Prowadziły działalność w trzech sekcjach: opieki nad rannymi, opieki nad aresztowanymi i opieki nad rodzinami zabitych i rannych. 18 czerwca 1863 Rząd Narodowy wydał specjalną instrukcję, normującą ich działalność.